# 三尾寺
三尾寺（みおじ）は、岡山県新見市豊永赤馬にある高野山真言宗の寺院。山号は如意山。本尊は木造十一面千手観世音菩薩坐像。備中高野山（びっちゅうこうやさん）の別名でも知られる。

## 歴史
伝承によれば神亀4年（727年）行基が開基。大同2年（807年）弘法大師空海が開山。かつては蓮浄院と号して12箇所の僧坊を有し、備中北部における真言密教の道場として繁栄したが、応仁の乱、文明の乱の兵火で伽藍を焼失した。現在の本堂は永禄2年（1559年)に英賀郡呰部庄の丸山城（現在の真庭市下呰部）城主であった庄兵部大輔勝資によって再建されたもの。
1959年（昭和34年）1月に本堂が岡山県指定重要文化財となり、同年8月には木造千手観音坐像及び両脇士立像（不動明王、毘沙門天）が鎌倉時代の仏像として国の重要文化財に指定。1968年（昭和43年）には境内に収蔵庫が建立された。

## 文化財
- 本堂 - 室町時代後期（岡山県指定文化財、1959年1月13日指定）[2]
- 木造千手観音両脇士像 - 鎌倉時代中期（国の重要文化財、1955年8月2日指定）[3]

## 関連資料
- 『おかやまの文化財一斉公開ガイドブック ぶらりおかやまの文化財』岡山県教育庁文化財課（2017年、25頁）